# Hellweg
 Ikke at forveksle med Hellwege og Helweg.
|  | For byggemarkedet, se Hellweg (byggemarked) |
Hellweg er betegnelsen på en gammel øst-vest færdselsåre gennem Tyskland, der var hovedkorridoren fra Rhinen øst for bjergene i Teutoburger Wald, fra Duisburg over floderne Rhinen og Ruhr, til Paderborn, med skråningene til Sauerland i syd.
I 900- og 1000-tallet var Hellweg den foretrukne rute for kongerne og kejserne af Ottonianer-dynastiet og Salier-dynastiet under deres årlige rejser gennem Sachsen og Aachen, når de ikke var i Italien eller deltog i krigshandlinger. I middelalderen blev Hellweg udpeget som en vigtig handelsrute, som på begge sider måtte holdes fri for vegetation i en lanselængdes afstand på cirka 3 meter.
I tidlig moderne tid fik Hellweg betydning gennem fremkomsten af kul- og stålindustrien, hvor de middelalderbyerne, der var grundlagt langs handelruden, udviklede sig til industribyer som absorberede det meste af befolkningsvæksten i regionen.
I litteraturen bruges benævnelsen Hellweg sædvanligvis synonymt med den westfaliske Hellweg.